# Impala
 For alternative betydninger, se Impala (flertydig). (Se også artikler, som begynder med Impala)
Impala (Aepyceros melampus) er en mellemstor afrikansk antilope. Navnet impala kommer fra zulusproget. Det videnskabelige artsnavn kommer af græsk aipos "høj", ceros "horn"  og melas "sort", pous "fod".

## Kendetegn
Arten når et stangmål omkring 90 centimeter og en vægt mellem 40 og 65 kilogram (hunner, henholdsvis hanner). Pelsen er på oversiden rødbrun og på siderne lidt lysere. Bugen, struben og hagen er hvidlig. På begge sider af halen findes en sort stribe. Hælen er derimod sortbrun. Impalaen har et smalt hoved, store øjne og ørene slutter i en spids. Hannen har op til 90 centimeter lange, lyreformede horn.

## Udbredelse, habitat og underarter
Impalaerne holder til på savanner i Kenya, Tanzania, Moçambique, Namibia, Botswana, Zambia, Zimbabwe, sydlige Angola, nordøstlige Sydafrika og Uganda (deraf hovedstadens navn - Kampala). Artens habitat udgøres hovedsagelig af den åbne savanne. I Etosha nationalpark i Namibia lever en underart, A. m. petersi (sortmasket impala), som kendetegnes af en sort tegning på mulen. Underarten findes også udenfor nationalparken, men kun fåtalligt.
Alle andre populationer udgør den anden underart, A. m. melampus, hvad der underbygges af genetiske undersøgelser.

## Bevaringssituation
Hele arten regnes af IUCN for livskraftig (LC), men underarten A. m. petersi regnes for nær truet (NT).

## Levevis
Hunner og ungdyr lever i flokke af 10 til omkring 100 individer. Desuden findes flokke af hanner, som endnu ikke er kønsmodne, samt gamle hanner som er for svage til at hævde et eget revir. Alle andre hanner har et territorium, hvor de tager kontrol over hunnerne.
Under flugten kan impalaen nå høje hastigheder og udføre op til ni meter lange spring. De løber som regel blot til nærmeste skjulested.
I parringstiden opvarter hannen sædvanligvis en gruppe hunner. Han søger at imponere ved at fremvise sine horn, lægge ørene tilbage og løfte halen. Hvis to konkurrerende hanner mødes, udkæmpes en duel bestående af tre dele. Først gaber den indtrængende og fremviser bug og tunge. Siden sænker han hovedet for at udfordre til kamp. I anden fase står rivalerne med løftet hoved og går frem og tilbage. Hvis dette ikke fører til afgørelse, sætter de hornene mod hinanden og presser indtil den ene giver op.

## Galleri
- Nærbillede af hovedet.
- En gruppe impalaer i Sydafrika.
- Impala i Zambia.
- Springende Impala i Kenya.
- Hun af sortmasket impala.
- Impalaer har et symbiotisk forhold med oksehakkere.

## Eksterne links
- Wikispecies har taksonomi med forbindelse til  Impala

- Wikimedia Commons har flere filer relateret til Impala